# Prix international de la Fondation Fyssen
Dans le cadre de ses activités, la Fondation Fyssen décerne chaque année un Prix International.
Ce Prix est attribué à un chercheur qui s’est distingué par une activité de recherche fondamentale qui correspond, directement ou indirectement, à l’objectif de la Fondation et qui concerne des disciplines telles que l’éthologie, la psychologie, la neurobiologie, l’anthropologie, l’ethnologie, la paléontologie humaine et l’archéologie.

## Lauréats
- 1980 : André Leroi-Gourhan - Paléontologie
- 1981 : William H. Thorpe - Éthologie cognitive
- 1982 : Vernon B. Mountcastle (en) - Neurobiologie
- 1983 : Harold C. Conklin - Anthropologie des processus cognitifs
- 1984 : Roger W. Brown (en) - Psychologie cognitive et épistémologie
- 1985 : Pierre Buser - Neurophysiologie
- 1986 : David Pilbeam (en) - Paléontologie humaine – Hominisation
- 1987 : David Premack (en) - Intelligence animale
- 1988 : Jean-Claude Gardin - Épistémologie – Logique de la connaissance
- 1989 : Patricia S. Goldman-Rakic (en) - Neurosciences – Développement cognitifs
- 1990 : Jack Goody - Anthropologie et cognition
- 1991 : George A. Miller - Psychologie cognitive
- 1992 : Pasko Rakic - Bases biologiques du développement cognitif
- 1993 : L. Luca Cavalli-Sforza - Évolution et cognition
- 1994 : Lila R. Gleitman (en) - Développement des fonctions cognitives chez l’enfant
- 1995 : William D. Hamilton - Éthologie des comportements sociaux
- 1996 : Colin Renfrew - Techniques et symboles de l’évolution humaine
- 1997 : Michel Jouvet - Bases neurales des fonctions cognitives
- 1998 : Alan Walker - Les origines de l’Homme
- 1999 : Brent Berlin (en) - Anthropologie linguistique et cognitive
- 2000 : Joaquin Fuster (en) - Intentionnalité et planification de l’action
- 2001 : Peter Marler (en) - Éthologie comparée
- 2002 : Philip Johnson-Laird (en) - Mécanismes de la pensée rationnelle
- 2003 : Michael I. Posner (en) - Nature et fonction de la conscience
- 2004 : Michael Tomasello - Origines et développement du langage
- 2005 : Joseph E. LeDoux - Bases neurales des émotions
- 2006 : Lewis Binford - Évolution des sociétés humaines
- 2007 : Randolf Menzel - Neurologie de la cognition animale
- 2008 : Simha Arom - Musique et cognition
- 2009 : Chris Frith - Neuropsychologie – La relation entre le cerveau et l’esprit
- 2010 : Amotz Zahavi - Évolution de la communication sociale
- 2011 : Fred Gage - Les bases épigénétiques de la cognition
- 2012 : Hélène Roche - Cognition et culture matérielle
- 2013 : Renée Baillargeon (en) - Développement cognitif humain
- 2014 : Geoffrey Lloyd - Variations culturelles et cognition
- 2015 : Roger Lemon (en)[1] - Les mécanismes neurocognitifs des systèmes sensoriels et moteurs
- 2016 : Ian Hodder[2] - La directionnalité de l’évolution humaine: une approche par l’enchevêtrement
- 2017 : Docteur Joël Fagot - La cognition des primates
- 2018 : Silvia Arber - Neurobiologie - Architecture des circuits neuronaux: des synapses à la cognition
- 2019 : Richard G. Morris - Ecological psychology and spatial navigation[3].
- 2020 : Valentine Roux - Archéologie - Technologie et Techniques : évolution et transmission dans les populations humaines
- 2021 : Jean-Jacques Hublin & Svante Pääbo - Évolutions vers la cognition Humaine
- 2022 : Joshua B. Tenenbaum - Modélisation des fonctions cognitives
- 2023 : Pascal Boyer - Cognition & religion.